# Tipula (Yamatotipula) bhoteana
Tipula (Yamatotipula) bhoteana is een tweevleugelige uit de familie langpootmuggen (Tipulidae). De soort komt voor in het Oriëntaals gebied.